# Людвіг I (граф Вюртемберга)
Людвіг I (нім. Ludwig I; близько 1119 — 1158) — граф Вюртемберга з 1143. Син Конрада II Вюртемберзького та Хадельвіги. Людвіг I — перший з династії правителів Вюртемберга, про кого точно відомо, що він носив графський титул.

## Біографія
Людвіг і його брат Еміхо входили в оточення короля Конрада III і імператора Фрідріха Барбаросси. Як граф вперше згадується у 1139 році. Можливо перед тим отримав від батька в управління панство Вюртемберг.
Після смерті свого батька Конрада II Людвіг та Еміхо вступили у володіння Вюртембергом. Еміхо помер імовірно у 1154, після чого Людвіг I став правити один. Можливо, Людвіг I Вюртемберзький був також фогтом монастиря в Денкендорфі.
У 1158 по Людвігу I успадковував син — Людвіг II.